# Elliott il terrestre
Elliott il terrestre (Elliott from Earth) è una serie televisiva animata britannica del 2021, creata da Guillaume Cassuto. 
La serie viene prima trasmessa nel Regno Unito su Cartoon Network il 6 marzo 2021 soltanto i primi 4 episodi, poi dal 29 marzo fino al 9 aprile 2021 negli Stati Uniti. In Italia la serie viene trasmessa su Cartoon Network dal 3 maggio 2021 e dal 3 novembre su Boing.

## Trama
La serie è incentrata su un giovane ragazzo di nome Elliott che, insieme a sua madre Frankie, si ritrova a vivere su un'astronave chiamata The Centrium piena di alieni provenienti da tutti gli angoli dell'universo. Durante il tentativo di capire chi li ha portati lì e perché, si costruiscono una nuova casa e incontrano nuovi amici.

## Episodi
| Stagione       | Episodi | Prima TV USA | Prima TV Italia |
| -------------- | ------- | ------------ | --------------- |
| Prima stagione | 16      | 2021         | 2021            |

## Personaggi e doppiatori

### Personaggi principali
- Elliott, voce originale di Samuel Faraci, italiana di Valentina Pallavicino.
- Mo, voce originale di Noah Kaye Bentley, italiana di Lorenzo Crisci.
- Frankie, voce originale di Naomi McDonald, italiana di Tatiana Dessi.

### Personaggi ricorrenti
- Lord Kallous lo Spietato (in originale: Lord Kallous the Merciless), voce originale di David Warner, italiana di Luca Ghignone.
- Hive Director, voce originale di Angelina Ispani, italiana di Serena Sigismondo.
- Marito di Hive Director, voce originale di Angelina Ispani, italiana di Barbara Pitotti.
- La Testa (in originale: The Head).
- Nara, voce originale di Kate Harbour, italiana di Giulia Maniglio.
- Invisibill, voce originale di Stefan Ashton Frank, italiana di Pietro Ubaldi.
- Ash.
- Signora Argolis.

## Produzione
La serie è stata prodotta da settembre 2018 con lo stesso team di produzione de Lo straordinario mondo di Gumball di Cartoon Network. Verso fine ottobre 2019, il creatore e showrunner originale della serie, Guillaume Cassuto, ha lasciato la serie a causa della separazione dalla rete.